# Cydrela unguiculata
Cydrela unguiculata là một loài nhện trong họ Zodariidae.
Loài này thuộc chi Cydrela. Cydrela unguiculata được Octavius Pickard-Cambridge miêu tả năm 1870.